# Bēne socken
Bēne socken (lettiska: Bēnes pagasts) är ett administrativt område i Auce kommun i Lettland.